# Иваја
Иваја (алб. Ivajë) је насеље у општини Качаник, Косово и Метохија, Република Србија.

## Становништво
| Демографија | Демографија | Демографија |
| Година      | Становника  | Становника  |
| ----------- | ----------- | ----------- |
| 1948.       | 488         |             |
| 1953.       | 512         |             |
| 1961.       | 529         |             |
| 1971.       | 559         |             |
| 1981.       | 574         |             |
| 1991.       | 611         |             |